# The Blues Brothers (datorspel)
The Blues Brothers är ett datorspel baserat på bandet Blues Brothers. Spelet släpptes till IBM PC, Amstrad CPC, Amiga, Commodore 64 och Atari ST 1991 samt till NES 1992 och till Game Boy.

## Handling
Polismästaren i staden ber Jake och Eldoowd Blues en timme på sig att lämna staden, samt gömmer deras instrument. Jake och Eldoowd, som har spelning kommande kväll, beslutar sig för att leta reda på instrumentet. Som vapen använder de sig av kartogner som de kastar på poliserna i staden.

### Fotnoter
1. ↑  ”The Blues Brothers” (på svenska). Nintendomagasinet (Kungsbacka: Atlantic) (4 1993):  sid. 9 (Power Player). april 1993. Läst 21 april 2014.